# Папуанський королаз
Папуанський королаз (Cormobates) — рід горобцеподібних птахів родини королазових (Climacteridae). Містить 2 види.

## Поширення
З двох видів один є ендеміком Австралії, а інший Нової Гвінеї.

## Опис
Це дрібні птахи (14-16,5 см завдовжки), з міцною статурою, із закругленою головою з тонким і загостреним дзьобом, трохи зігнутим вниз, загостреними крилами, міцними ногами зі зігнутими нігтями і прямокутним хвостом. Оперення сіре або коричневе зверху тіла, білий на горлі та грудях і темніше на череві.

## Спосіб життя
Осілі птахи. Активні вдень. Живляться комахами та іншими безхребетними, збираючи їх на стовбурах та гілках дерев.

## Види
- Королаз плямистобокий  (Cormobates leucophaea)
- Королаз папуанський (Cormobates placens)